# Condado de Sagunto

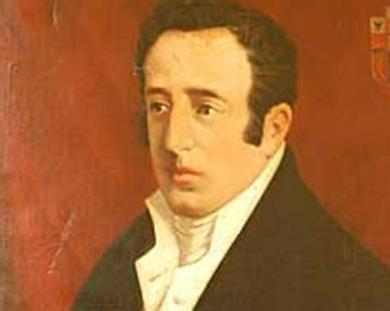
Retrato de José Romeu y Parras, en cuya memoria se creó el Condado de Sagunto. Se encuentra expuesto en el despacho de la alcaldía del Ayuntamiento de Sagunto.

El Condado de Sagunto es un título nobiliario español creado el 20 de abril de 1893 por el rey Alfonso XIII a favor de José María Romeu y Crespo, Comandante de Caballería y Coronel de Milicias
Este Título se creó en memoria de José Romeu y Parras, héroe de la Guerra de la Independencia española, abuelo del primer conde de Sagunto.
Su denominación hace referencia al municipio valenciano de Sagunto.

## Condes de Sagunto
|                           | Titular                           | Periodo                   |
| Creación por Alfonso XIII | Creación por Alfonso XIII         | Creación por Alfonso XIII |
| ------------------------- | --------------------------------- | ------------------------- |
| I                         | José María Romeu y Crespo         | 1893-                     |
| II                        | José María Romeu y Morales        | 1917-1971                 |
| III                       | José María Romeu Cayuela          |                           |
| IV                        | José María Romeu López de Sagredo | 1989-2007                 |
| V                         | Antonio Romeu Fernández           | 2008-actual titular       |

## Historia de los Condes de Sagunto
- José María Romeu y Crespo, I conde de Sagunto.

1. Casó con María de la Caridad Morales y Morales. Le sucedió, en 1917, su hijo:

- José María Romeu y Morales († en 1971), II conde de Sagunto.

1. Casó con Esperanza Valdés Faull. Le sucedió:

- José María Romeu Cayuela, III conde de Sagunto.

1. Casó con Aurora López de Sagredo López de Sagredo. Le sucedió su hijo:

- José María Romeu López de Sagredo, IV conde de Sagunto.

1. Casó con María del Carmen Fernández Rodríguez. Le sucedió su hijo:

- Antonio Romeu Fernández, V conde de Sagunto, desde 2008.